# Karl G. Henize
Karl Gordon Henize est un astronaute et astronome américain né le 17 octobre 1926 et mort sur le mont Everest, le 5 octobre 1993.

## Biographie
Karl G. Henize était marié et père de quatre enfants.
Le 5 octobre 1993, meurt lors d'une ascension de l'Everest d'un œdème aigu du poumon (œdème pulmonaire de haute altitude). Il est enterré proche du glacier du Changtse.

## Vols réalisés
Il est membre de l'équipage de support de la mission Apollo 15, et pour les missions Skylab 2, 3, et 4.
Il réalise un unique vol en tant que spécialiste de mission le 29 juillet 1985, à bord du vol Challenger (STS-51-F).